# لانديكس (صحيفة)
لانديكس (بالفرنسية: L'index)‏ وتعني المؤشر أسبوعية جزائرية إخبارية تحليلية تصدر باللغة الفرنسية. مقرها 6 حي بالزرق براهيم قسنطينة.

## وصلات خارجية
- معلومات عن أسبوعية لانديكس من موقع بوابة الصحافة الجزائرية.